# كلخ دانين
كلخ دانين (باللاتينية: Ferula daninii) نوع نباتي يتبع جنس الكلخ من الفصيلة الخيمية.

## الموئل والانتشار
النبات واطن في بلاد الشام.